# Vlčí interval
Tzv. vlčí intervaly (něm. Wolfsquinte, „vlčí kvinty“) vznikají ve většině hudebních ladění jako velice disonantní intervaly odlišné od většiny ostatních. V současnosti nejpoužívanějším rovnoměrně temperovaném ladění se vlčí intervaly nevyskytují.

## Pythagorejská vlčí kvinta
Pythagorejské ladění používá k odvození všech intervalů kvintu a oktávu. Dvanáctá kvinta ale po příslušné oktávové transpozici není totožná se základním tónem, je o pythagorejské koma vyšší. Aby se dal uzavřít kvintový kruh, používá se jedenáct čistých kvint a jedna vlčí kvinta, která je o pythagorejské koma nižší než čistá.
Výpočet pythagorejské vlčí kvinty:
{\displaystyle \left({\frac {2}{1}}\right)^{7}:\left({\frac {3}{2}}\right)^{11}={\frac {{2}^{18}}{{3}^{11}}}\approx 2{,}9596:2\approx 678{,}50\;\mathrm {centu} }
Pythagorejská vlčí kvinta je tedy o přibližně 23,5 centů užší než čistá kvinta (která má 702 centů).

## Středotónová vlčí kvinta
Středotónové ladění má podobnou konstrukci jako pythagorejské ladění, vlčí kvinta zde vzniká z velmi podobných důvodů.
Výpočet středotónové vlčí kvinty:
{\displaystyle {\frac {2}{1}}\cdot {\frac {32}{27}}\cdot \left({\frac {81}{80}}\right)^{\frac {3}{4}}:{\frac {25}{16}}={\frac {1024}{675}}\cdot \left({\frac {81}{80}}\right)^{\frac {3}{4}}\approx 3{,}0625:2\approx 737{,}64\,\mathrm {centu} }
Středotónová vlčí kvinta tedy o přibližně 35,64 centů širší než čistá kvinta.

## Jiné příklady
Navzdory označení v některých jazycích vlčí intervaly nemusí být pouze kvinty. Ve středotónovém ladění se vyskytují čtyři vlčí velké tercie (de facto zmenšené kvarty). Jejich disonantnost pramení z faktu, že ve středotónovém ladění neexistuje enharmonická záměna a zmenšené kvarty tedy nesouhlasí s velkými terciemi.
I v čistém ladění se mimo základní tóninu vyskytuje mnoho vlčích intervalů: například vlčí kvinta mezi tóny D – A (při základním tónu C):
{\displaystyle {\frac {5}{3}}:{\frac {9}{8}}=40:27\approx 680{,}449\;\mathrm {centu} }